# Amilopectina
L'amilopectina è un polimero del glucosio, altamente ramificato, presente nelle piante. È una delle due componenti dell'amido (l'altra è l'amilosio), ed è costituita dall'α-D-glucosio. È insolubile in acqua.
L'amilopectina è una componente importante nella configurazione finale dell'amido cristallizzato, 
di cui rappresenta dal 70 all'80% della massa finale. Viene formata nelle piante come misura primaria di accumulo di energia.

## Caratteristiche
Le componenti monosaccaridiche (glucosidi) sono legate in modo lineare tra loro per mezzo di legami di tipo α(1→4); le ramificazioni avvengono con legami di tipo α(1→6), ogni 24-30 unità di glucosio. Nell'amilopectina, il numero di molecole di glucosio presenti può variare da 2.000 a 200.000.
L'idrolisi dell'amilopectina che avviene, tra l'altro, nel processo della germinazione del seme, comporta la dissoluzione dei legami α(1→4) ad opera degli enzimi α- e β-amilasi e la conseguente produzione di destrine (segmenti più piccoli contenenti legami di tipo (1→6)) che verranno successivamente attaccate da altri enzimi detti destrinasi. Il risultato di ciò, che avviene unitamente alla degradazione dell'amilosio, sarà la frammentazione di tutto l'amido in unità più piccole, maltosio e glucosio. La pullulanasi è invece un enzima in grado di agire selettivamente sui legami 1→6, riducendo così il livello di ramificazione del polisaccaride.
Negli animali il glicogeno ha la medesima composizione e struttura, ma con un più elevato grado di ramificazione (ogni 8-12 unità di glucosio). Anche il glicogeno ha la funzione di accumulare energia, ma l'amilopectina è in grado di immagazzinare un numero maggiore di unità di glucosio e quindi di energia.
Le piante accumulano l'amido all'interno di speciali organelli detti amiloplasti; quando l'energia si rende necessaria per il lavoro cellulare, le piante idrolizzano l'amido rilasciando le unità di glucosio; nell'uomo e negli altri animali che si nutrono di piante vi sono enzimi in grado di idrolizzare l'amido.
Il contenuto in amilopectina dell'amido varia da una specie all'altra: infatti, si passa dal 78% nel caso della patata, della banana e dei semi di alcuni cereali (come grano, riso e mais) al 99% nei semi di altri cereali. Per l'uomo, l'amilopectina è la frazione più digeribile e assimilabile dell'amido, mentre l'amilosio tende a comportarsi come fibra non assimilabile.